# Crust punk
Crust punk (cunoscut și sub numele de  crust sau stenchcore) este o formă de muzică influențat de anarcho-punk, hardcore punk și extreme metal. Este un gen de muzică underground, un gen greu de recunoscut, însă, cu toate acestea există fani ai acestui gen în întreaga lume. Crust punk-ul este una din evoluțiile extreme a anarcho-punk-ului.
Crust punk-ul a apărut la începutul anilor '80 în Anglia prin trupe ca Amebix sau Antisect și este recunoscută prin mesajul "Do It Yourself" .

## Muzica crust punk
Provine din muzica punk/hardcore/anarchopunk cu rifturi de chitară metal. Este un stil muzical foarte rapid și complex, dar nu ajunge la rapiditatea muzicii grindcore. Este o muzică foarte politizată. Sunt folosite versuri cu teme sociale cu un mesaj pozitiv. Sunt abordate subiecte ca: feminismul, antifascismul, ecologismul, cenzura, anarhismul, capitalismul, războiul nuclear, drepturile sociale, emoțiile etc.

## Ideologia
Se evidențiază prin rebeliune și pacifism. Este o versiune mai extremă a anarcho-punkului. Crust-punkerii încearcă să trăiască cât mai mult în afara capitalismului, creându-și comunități, cum sunt squat-urile, reciclând mâncarea, hainele etc.
Această contra-cultură este cunoscută prin etica DIY (do it yourself). Etică ce se evidențiază prin concertele și distribuția de discuri underground. Formațiile crust-punk evită să înregistreze albume la case mari de discuri și preferă să fie înregistrate în studiouri mici sau improvizate.

## Case de discuri crust punk
- Profane Existence
- Deep Six Records
- Rodent Popscicle Records
- Tragedy Records
- Aborted Society Records
- Threat to Existence Records
- Prank Records
- Life is Abuse Records
- Moshpit Tragedy Records
- Havoc Records

## Listă de formații crust punk
| Formația           | Țara            | Înființare | Note        |
| ------------------ | --------------- | ---------- | ----------- |
| Amebix             | UK              | 1978       | [ 4 ]       |
| Antisect           | UK              | 1982       | [ 5 ]       |
| Behind Enemy Lines | USA             | 2000       | [ 6 ]       |
| Crude SS           | Sweden          | 1980       |             |
| Dirt               | UK              | 1993       | [ 7 ]       |
| Disfear            | Sweden          | 1992       | [ 8 ] [ 9 ] |
| Doom               | UK              | 1987       | [ 7 ]       |
| Driller Killer     | Sweden          | 1993       | [ 10 ]      |
| Dystopia           | USA             | 1991       | [ 11 ]      |
| Early Graves       | USA             | 2007       | [ 12 ]      |
| Fleas and Lice     | The Netherlands | 1993       | [ 7 ]       |
| Gallhammer         | Japan           | 2003       | [ 7 ]       |
| Hellbastard        | UK              | 1986       | [ 7 ]       |
| His Hero Is Gone   | USA             | 1995       | [ 13 ]      |
| Nausea             | USA             | 1985       | [ 14 ]      |
| Sore Throat        | UK              | 1987       | [ 15 ]      |